# Будинок на вулиці Поштовій, 19 (Кривий Ріг)
Будинок на проспекті Поштовому, 19 — житловий чотириповерховий будинок з магазинними приміщеннями на першому поверсі. Пам'ятка архітектури місцевого значення.
Чотириповерховий цегляний будинок Г-подібної форми має 4 поверхи, 4 під’їзди, 41 квартиру. Головний фасад 1-го поверху розчленований під імітацію кам’яних блоків з горбистою фактурою, верхня частина тинькована, коричнево-червоного кольору. Належить до стилю «сталінська неокласика».

## Історія
Архітектори – Н. Мухачова, Д. Лівшиц.  Житловий будинок збудовано у 1952 році, під час відбудови вулиці, котра сильно постраждала під час Другої світової війни. За проєктом Нінель Мухачової та Давида Лівшиця приміщення на першому поверсі споруди призначалися для нежитлових об’єктів: крамниць та контор.
У 1980-х роках у будівлі розміщувалися: продовольчий магазин № 24 та Криворізьке об’єднання теплових мереж ЖКО об’єднання «Криворіжсталь».
На будинку встановлено декілька меморіальних дощок:
- Меморіальна дошка 353-тій стрілецькій дивізії. «Тут у лютому 1944 року вела бої за визволення міста 353 Дніпродзержинська червонопрапорна стрілецька дивізія. Командир дивізії генерал-майор Ф. С. Колчук».
- Меморіальна дошка Герою Радянського Союзу Леонтюку А. К. «У цьому будинку з 1961 р. по 1994 р. жив герой СРСР Леонтюк А. К.»
- Меморіальна дошка будинку № 21, де в 1917-1918 рр. знаходився комітет РСДРП(б). «У 1917-18 роках в будинку № 21 по вулиці Карла Маркса знаходився міський комітет РСДРП(б), який керував першими соціалістичними перетвореннями в басейні, боротьбою трудящих проти австро-німецьких окупантів».
- Меморіальна дошка журналістам газети «Червоний Гірник», що не повернулися з фронту.

Станом на 2017 рік тут містяться:
- Аптека
- Ксерокс
- Кафе «Прадо» з верандою
- Магазин квітів «Антураж»
- Країна Вин

## Галерея
|  |
|  |

|  |
|  |

|  |
|  |

|  |
|  |

|  |
|  |

|  |
|  |

|  |
|  |

|  |
|  |